# Леа, Артур Миллс
Артур Миллс Леа (1868—1932) — австралийский энтомолог, член нескольких научных обществ.

## Биография
Интересовался насекомыми еще в детстве. Некоторое время работал в бухгалтерской фирме в Сиднее, затем стал энтомологом. Работал в Австралии и на Тасмании, где преуспел в контроле над яблонной плодожоркой.
В 1912—1924 годах преподавал в Университете Аделаиды. Специализировался на изучении жуков. В 1925 году принял 12-месячное назначение на Фиджи. Его задачей было изучение ситуации с Levuana irridescens, вредителем копры. Леа искал паразита, который мог бы уничтожить этого вредителя и обнаружил один вид из семейства Tachinidae в Малайе. Однако во время транспортировки на Фиджи на судне мухи погибли. В итоге их все равно привезли на Фиджи, но вся слава досталась Джону Дугласу Тотхиллу.
Занимался также сбором жуков на Новой Каледонии. Когда зрение Леа начало ухудшаться, он полагался на своего ассистента Нормана Тиндейла, который выполнял зарисовки. В общей сложности описал 5432 вида жуков.